# Nyctemera lombokiana
Nyctemera lombokiana là một loài bướm đêm thuộc phân họ Arctiinae, họ Erebidae.